# Nicolas Prost
Nicolas Prost (ur. 18 sierpnia 1981 w Saint-Chamond) – francuski kierowca wyścigowy. Syn czterokrotnego mistrza Formuły 1 Alaina Prosta.

## Życiorys

### Formuła Renault 2.0
Prost rozpoczął karierę w wyścigach samochodowych w 2003 roku, od startów we Francuskiej Formule Renault Campus. Z dorobkiem 53 punktów uplasował się tam na dziesiątej pozycji w klasyfikacji końcowej. Rok później Francuz przeniósł się do Francuskiej Formuły Renault oraz Niemieckiej Formuły Renault. Podczas gdy w edycji niemieckiej był 40, w serii francuskiej uzbierane 22 punkty dały mu 18 miejsce w klasyfikacji generalnej. W 2005 roku prócz kontynuowania startów we Francuskiej Formuły Renault Nicolas dołączył do stawki Europejskiego Pucharu Formuły Renault 2.0, gdzie jednak nie zdobywał punktów. W edycji francuskiej był tym razem dziesiąty.

### Formuła Renault 3.5
W 2005 roku podczas rundy na torze Autódromo do Estoril Prost zmienił Szweda Alxa Danielssona w bolidzie francuskiej ekipy DAMS w Formule Renault 3.5. W wyścigach uplasował się odpowiednio na 22 i 20 pozycji. Został sklasyfikowany na 41 miejscu w klasyfikacji generalnej.

### Formuła 3
W latach 2006–2007 Francuz dołączył do stawki Hiszpańskiej Formuły 3. W pierwszym sezonie startów pięciokrotnie stawał na podium oraz zwyciężał w jednym wyścigu. Został sklasyfikowany tuż za podium. Rok później wygrywał już dwa wyścigi, a sześciokrotnie stawał na podium. To pozwoliło mu uplasować się na najniższym stopniu podium klasyfikacji końcowej.

### Euroseries 3000
W 2008 roku Prost odniósł największy sukces w swej dotychczasowej karierze – zdobył tytuł mistrzowski w Euroseries 3000 (obecnie Auto GP World Series). W towarzyszącej tej serii Włoskiej Formule 3000 został sklasyfikowany na trzeciej pozycji.

### A1 Grand Prix
Na przełomie 2008 i 2009 roku Francuz reprezentował swoją ojczyznę w A1 Grand Prix. Wraz z Loïciem Duvalem przyniósł swojemu zespołowi 47 punktów. Ekipa Francuska została sklasyfikowana na piątym miejscu w klasyfikacji końcowej.

### Le Mans Series
Od 2009 roku Nicolas regularnie startuje w dwudziestoczterogodzinnym wyścigu Le Mans w klasie LMP1. W pierwszym sezonie startów był dwunasty, dwa lata później – szósty, a w 2012 roku – czwarty. W międzyczasie startował również w innych wyścigach zaliczanych do klasyfikacji Le Mans Series, American Le Mans Series oraz FIA World Endurance Championship. W Le Mans Series w latach 2009-2010 był klasyfikowany na piątej pozycji, zaś w 2011 roku stanął już na najniższym stopniu klasyfikacji końcowej. W FIA World Endurance Championship w 2012 roku dorobek 86,5 punktu uplasował Francuza na czwartym miejscu w klasyfikacji generalnej.

### Formuła 1
W latach 2012-2013 Prost pełnił rolę kierowcy testowego zespołu Lotus F1 Team w Formule 1. W związku z tym w latach 2012-2013 wystartował w testach dla młodych kierowców.

### Formuła E
W sezonie 2014/2015 Francuz podpisał kontrakt z francuską ekipą E.DAMS Renault na starty w Formule E, gdzie dwukrotnie stawał na podium, a w Miami odniósł zwycięstwo. Z dorobkiem 88 punktów został sklasyfikowany na szóstej pozycji w końcowej klasyfikacji kierowców.

## Wyniki

### Formuła Renault 3.5
| Legenda oznaczeń w tabelach wyników Wyświetl szablon na nowej stronie | Legenda oznaczeń w tabelach wyników Wyświetl szablon na nowej stronie                                                                     |
| Oznaczenie                                                            | Wyjaśnienie |
| --------------------------------------------------------------------- | --- |
| Złoty                                                                 | Zwycięzca lub mistrzostwo |
| Srebrny                                                               | 2. miejsce lub wicemistrzostwo |
| Brązowy                                                               | 3. miejsce lub II wicemistrzostwo |
| Zielony                                                               | Ukończył, punktował (w klasyfikacji generalnej, gdy zdobył co najmniej jeden punkt na przestrzeni sezonu, poza trzema powyższymi opcjami) |
| Niebieski                                                             | Ukończył, nie punktował (w klasyfikacji generalnej, gdy nie zdobył co najmniej jednego punktu na przestrzeni sezonu)                      |
| Czerwony                                                              | Nie zakwalifikował się (NZ) |
| Czerwony                                                              | Nie prekwalifikował się (NPK) |
| Różowy                                                                | Nie ukończył (NU) |
| Różowy                                                                | Niesklasyfikowany (NS) (w klasyfikacji generalnej, gdy nie został sklasyfikowany w żadnym wyścigu sezonu)                                 |
| Czarny                                                                | Zdyskwalifikowany (DK) |
| Czarny                                                                | Wykluczony (WYK/EX) |
| Biały                                                                 | Nie wystartował (NW) |
| Biały                                                                 | Kontuzjowany (K/INJ) |
| Biały                                                                 | Wyścig odwołany (OD/C) |
| Bez koloru                                                            | Został wycofany (WYC/WD) |
| Bez koloru                                                            | Nie przybył (NP/DNA) |
| Bez koloru                                                            | Nie brał udziału w treningach (NT/DNP) |
| Bez koloru                                                            | Nie został zgłoszony (–) |
| Pogrubienie                                                           | Start z pole position |
| Kursywa                                                               | Najszybsze okrążenie wyścigu |
| †                                                                     | Nie ukończył, ale jego rezultat został zaliczony ze względu na przejechanie więcej niż 90% dystansu wyścigu.                              |
| *                                                                     | Sezon w trakcie |
| 1/2/3                                                                 | Punktowana pozycja w sprincie kwalifikacyjnym                                                                                             |
| Lista systemów punktacji Formuły 1                                    | |

| Rok  | Zespół | Wyniki w poszczególnych eliminacjach | Wyniki w poszczególnych eliminacjach | Wyniki w poszczególnych eliminacjach | Wyniki w poszczególnych eliminacjach | Wyniki w poszczególnych eliminacjach | Wyniki w poszczególnych eliminacjach | Wyniki w poszczególnych eliminacjach | Wyniki w poszczególnych eliminacjach | Wyniki w poszczególnych eliminacjach | Wyniki w poszczególnych eliminacjach | Wyniki w poszczególnych eliminacjach | Wyniki w poszczególnych eliminacjach | Wyniki w poszczególnych eliminacjach | Wyniki w poszczególnych eliminacjach | Wyniki w poszczególnych eliminacjach | Wyniki w poszczególnych eliminacjach | Wyniki w poszczególnych eliminacjach | Punkty | Pozycja |
| ---- | ------ | ------------------------------------ | ------------------------------------ | ------------------------------------ | ------------------------------------ | ------------------------------------ | ------------------------------------ | ------------------------------------ | ------------------------------------ | ------------------------------------ | ------------------------------------ | ------------------------------------ | ------------------------------------ | ------------------------------------ | ------------------------------------ | ------------------------------------ | ------------------------------------ | ------------------------------------ | ------ | ------- |
| 2005 | DAMS   | BEL                                  | BEL                                  | MON                                  | VAL                                  | VAL                                  | FRA                                  | FRA                                  | BIL                                  | BIL                                  | DEU                                  | DEU                                  | GBR                                  | GBR                                  | PRT                                  | PRT                                  | ITA                                  | ITA                                  | 0      | 41      |
| 2005 | DAMS   | -                                    | -                                    | -                                    | -                                    | -                                    | -                                    | -                                    | -                                    | -                                    | -                                    | -                                    | -                                    | -                                    | 22                                   | 20                                   | -                                    | -                                    | 0      | 41      |

### Podsumowanie startów
| Sezon     | Seria                                                      | Zespół                        | Wyścigi          | PP               | Zwycięstwa       | NO               | Podium           | Punkty           | Pozycja          |
| --------- | ---------------------------------------------------------- | ----------------------------- | ---------------- | ---------------- | ---------------- | ---------------- | ---------------- | ---------------- | ---------------- |
| 2003      | Francuska Formuła Renault Campus                           |                               | 16               | 0                | 0                | 0                | 0                | 53               | 10               |
| 2004      | Francuska Formuła Renault                                  | Playstation Junior Team Oreca | 14               | 0                | 0                | 0                | 0                | 22               | 18               |
| 2004      | Niemiecka Formuła Renault                                  | Playstation Junior Team Oreca | 2                | 0                | 0                | 0                | 0                | 5                | 40               |
| 2004      | French GT Championship                                     | MTO Mirabeau Compétition      | 4                | 0                | 0                | 0                | 0                | 14               | 31               |
| 2005      | Francuska Formuła Renault                                  | Graff Racing                  | 16               | 0                | 0                | 0                | 0                | 43               | 9                |
| 2005      | Europejski Puchar Formuły Renault 2.0                      | Graff Racing                  | 4                | 0                | 0                | 0                | 0                | 0                | NS               |
| 2005      | Formuła Renault 3.5                                        | DAMS                          | 2                | 0                | 0                | 0                | 0                | 0                | 41               |
| 2005      | French GT Championship                                     | Exagon Engineering            | 4                | 2                | 0                | 1                | 2                | NS               | NS               |
| 2006      | Hiszpańska Formuła 3                                       | Racing Engineering            | 16               | 0                | 1                | 0                | 5                | 83               | 4                |
| 2007      | Hiszpańska Formuła 3                                       | Campos Racing                 | 16               | 1                | 2                | 1                | 6                | 102              | 3                |
| 2007      | 24h Le Mans GT1                                            | Team Oreca                    | 1                | 0                | 0                | 0                | 0                | N/A              | 5                |
| 2008      | Euroseries 3000                                            | ELK Motorsport                | 15               | 2                | 1                | 0                | 6                | 60               | 1                |
| 2008      | Euroseries 3000                                            | Bull Racing                   | 15               | 2                | 1                | 0                | 6                | 60               | 1                |
| 2008      | Włoska Formuła 3000                                        | ELK Motorsport                | 15               | 2                | 1                | 0                | 6                | 34               | 3                |
| 2008      | Włoska Formuła 3000                                        | Bull Racing                   | 15               | 2                | 1                | 0                | 6                | 34               | 3                |
| 2008/2009 | A1 Grand Prix                                              | A1 Team France                | 8                | 0                | 0                | 0                | 0                | 47               | 5                |
| 2009      | Le Mans Series – LMP1                                      | Speedy Racing                 | 5                | 0                | 0                | 0                | 1                | 14               | 5                |
| 2009      | 24h Le Mans – LMP1                                         | Speedy Racing                 | 1                | 0                | 0                | 0                | 0                | N/A              | 12               |
| 2009/2010 | Andros Trophy                                              | Team Pilot                    | 21               | 5                | 6                | 7                | 18               | 250              | 1                |
| 2010      | FIA GT1 World Championship                                 | Matech Competition            | 4                | 0                | 0                | 0                | 0                | 0                | 49               |
| 2010      | Le Mans Series – LMP1                                      | Rebellion Racing              | 5                | 0                | 0                | 0                | 2                | 52               | 5                |
| 2010      | 24h Le Mans – LMP1                                         | Rebellion Racing              | 1                | 0                | 0                | 0                | 0                | N/A              | NS               |
| 2010/2011 | Andros Trophy                                              | Team Pilot                    | 28               | 8                | 8                | 7                | 23               | 332              | 1                |
| 2011      | Le Mans Series – LMP1                                      | Rebellion Racing              | 5                | 2                | 0                | 1                | 2                | 37               | 3                |
| 2011      | 24h Le Mans – LMP1                                         | Rebellion Racing              | 1                | 0                | 0                | 0                | 0                | N/A              | 6                |
| 2011      | Intercontinental Le Mans Cup – LMP1                        | Rebellion Racing              | 6                | 0                | 0                | 0                | 0                | N/A              | NS               |
| 2011      | American Le Mans Series – LMP1                             | Rebellion Racing              | 2                | 0                | 0                | 0                | 0                | 0                | NS               |
| 2011      | 1er Grand Prix Electrique                                  |                               | 2                | 0                | 0                | 0                | 0                | 0                | NS               |
| 2012      | American Le Mans Series – LMP1                             | Rebellion Racing              | 1                | 1                | 0                | 0                | 1                | 0                | NS†              |
| 2012      | 24h Le Mans – LMP1                                         | Rebellion Racing              | 1                | 0                | 0                | 0                | 0                | N/A              | 4                |
| 2012      | FIA World Endurance Championship – LMP1                    | Rebellion Racing              | 8                | 0                | 0                | 0                | 0                | 0                | NS               |
| 2012      | FIA World Endurance Championship                           | Rebellion Racing              |                  |                  |                  |                  |                  | 86,5             | 4                |
| 2012      | Formuła 1                                                  | Lotus F1 Team                 | Kierowca testowy | Kierowca testowy | Kierowca testowy | Kierowca testowy | Kierowca testowy | Kierowca testowy | Kierowca testowy |
| 2013      | American Le Mans Series – LMP1                             | Rebellion Racing              | 2                | 1                | 0                | 0                | 2                | 48               | 5                |
| 2013      | 24h Le Mans – LMP1                                         | Rebellion Racing              | 1                | 0                | 0                | 0                | 0                | N/A              | 7                |
| 2013      | FIA World Endurance Championship – LMP1                    | Rebellion Racing              | 7                | 0                | 0                | 0                | 1                | 0                | NS†              |
| 2013      | FIA World Endurance Championship                           | Rebellion Racing              |                  |                  |                  |                  |                  | 60               | 6                |
| 2013      | Formuła 1                                                  | Lotus F1 Team                 | Kierowca testowy | Kierowca testowy | Kierowca testowy | Kierowca testowy | Kierowca testowy | Kierowca testowy | Kierowca testowy |
| 2014      | 24h Le Mans – LMP1                                         | Rebellion Racing              | 1                | 0                | 0                | 0                | 0                | N/A              | 4                |
| 2014      | FIA World Endurance Championship – LMP1                    | Rebellion Racing              | 8                | 0                | 0                | 0                | 0                | 0                | NS†              |
| 2014      | FIA World Endurance Championship                           | Rebellion Racing              |                  |                  |                  |                  |                  | 64,5             | 10               |
| 2014      | FIA World Endurance Championship – LMP1 (zespoły prywatne) | Rebellion Racing              |                  |                  |                  |                  |                  | 168              | 1                |
| 2014/2015 | Formuła E                                                  | e.DAMS Renault                | 11               | 1                | 1                | 1                | 2                | 88               | 6                |
| 2015      | 24h Le Mans – LMP1                                         | Rebellion Racing              | 1                | 0                | 0                | 0                | 0                | N/A              | 10               |

† – Prost nie był zaliczany do klasyfikacji.